# Mercurialis tomentosa
Mercurialis tomentosa är en törelväxtart som beskrevs av Carl von Linné. Mercurialis tomentosa ingår i släktet binglar, och familjen törelväxter. Inga underarter finns listade i Catalogue of Life.

## Bildgalleri

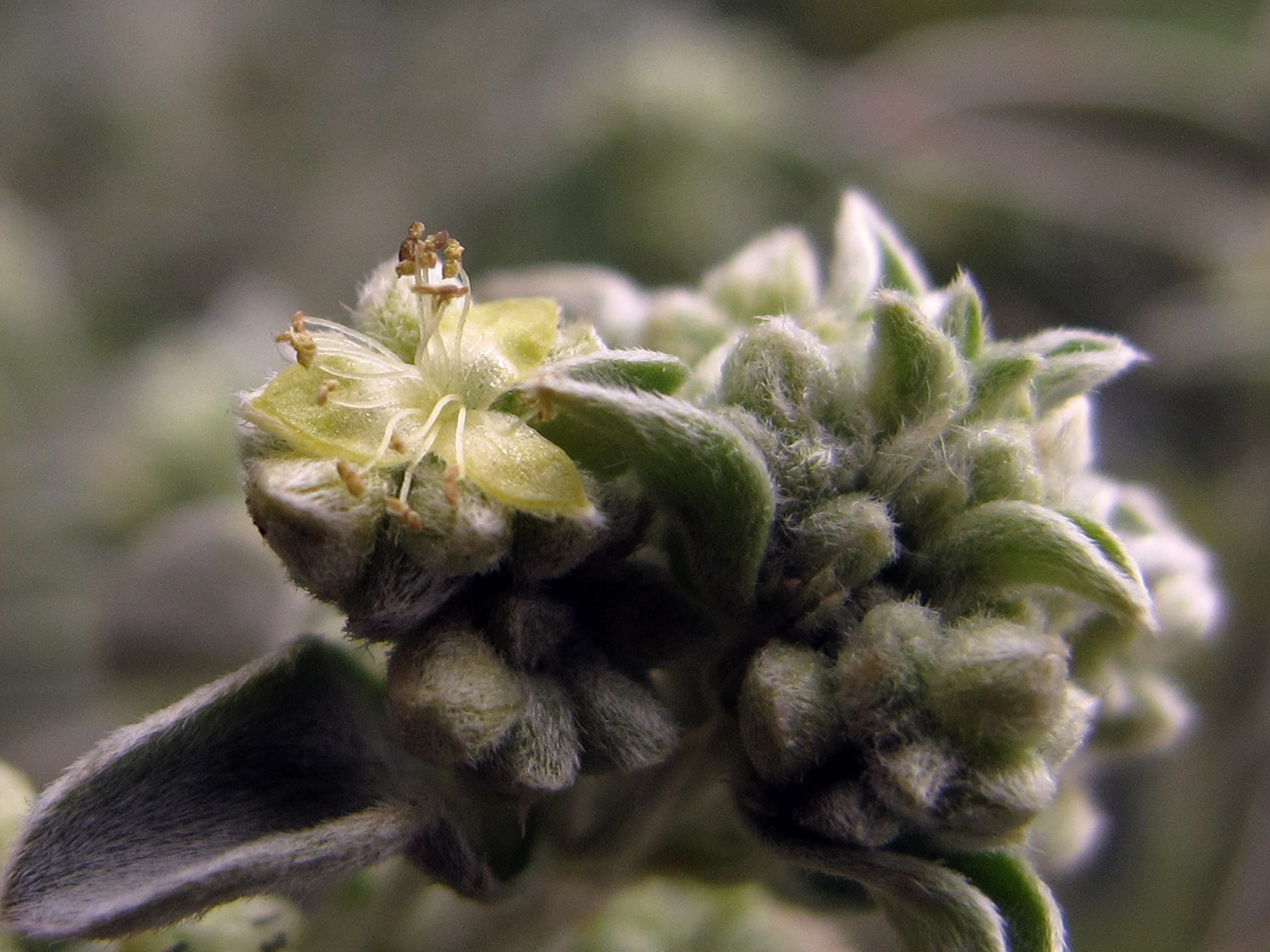